# Allium microdictyon
Allium microdictyon là một loài thực vật có hoa trong họ Amaryllidaceae. Loài này được Prokh. mô tả khoa học đầu tiên năm 1929.

## Hình ảnh

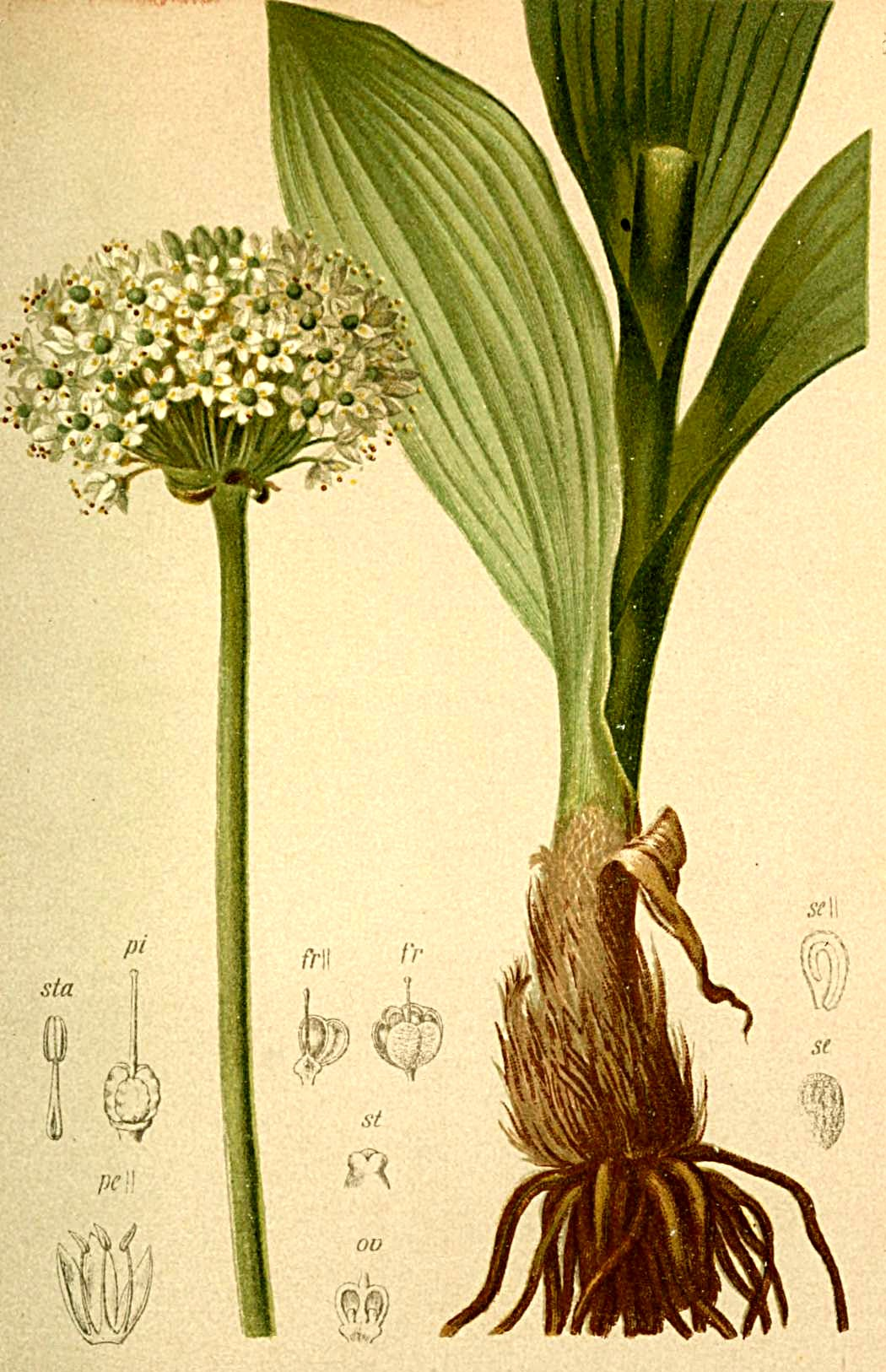